# Earth to Ned
Earth to Ned é um websérie feito em programa de televisão produzida por The Jim Henson Company para Disney+, que começou a ser transmitido em 4 de setembro de 2020 com 10 episódios.  É estrelado por Ned, um alienígena do espaço sideral, que veio ao planeta Terra com a missão de invadi-lo, mas ao chegar, se apaixonou por sua cultura pop e decidiu que preferia apresentar um talk show noturno para conhecer e ser entretido por celebridades da Terra.

## Premissa
Enviado por seu pai, o almirante da frota, para conquistar o planeta, Ned chega à Terra apenas para se encantar com as celebridades terrestres. Em vez de invadir o planeta, Ned enterra sua espaçonave bem abaixo da crosta terrestre e rapta celebridades, enviando-as para sua nave para entrevistas no estilo de um talk show noturno. Ned é o apresentador, e o programa apresenta Cornelius como um aliado alienígena de uma sociedade que Ned havia conquistado anteriormente e um número não especificado de seres alienígenas muito menores chamados CLODS (abreviação de Cloned Living Organism of Destruction) que falam em linguagem confusa e assustar os convidados. Ned e Cornelius transmitiram seu show de sua nave espacial transformada em estúdio de televisão.

## Elenco
- Paul Rugg como Ned,

Um capitão da nave espacial / apresentador de talk show. Ele foi encarregado de liderar um ataque na Terra, mas se apaixonou pela cultura e decidiu começar um talk show. Seu pai é o almirante encarregado de sua conquista da galáxia e está fortemente implícito ao longo da primeira temporada que ele tem um relacionamento conturbado com ele. Ned é egoísta e impetuoso, mas mesmo assim muito curioso e quer ser informado de todas as coisas relacionadas à Terra.
- Michael Oosterom como Cornelius,

Um tenente / co-apresentador de talk show. Ele vem de uma raça de alienígenas que sempre serviu à espécie de Ned. Ele leva a ideia de ser co-apresentador do show de Ned e vai apresentar os convidados. Ele geralmente é enviado à superfície para realizar relatórios de campo, o que geralmente resulta em que ele seja absorvido pelas complexidades do assunto em questão. Ele é um pouco inepto, mas espirituoso e responde bem-humorado quando Ned o insulta. 
- Colleen Smith como BETI,

Uma inteligência artificial da nave espacial. Ela é uma carga de energia que alimenta a nave e funciona como um computador que pode coletar informações. Ela é sarcástica e cínica e não deixa de depreciar a inteligência de Ned e Cornelius. A certa altura, ela se sentiu insultada quando o convidado Thomas Lennon a corrigiu sobre o estilo gótico americano. Ela normalmente aparece em uma tela gigante atrás do set. 

## Produção
Com produção executiva de Brian Henson (filho de Jim Henson) e Vince Raisa (veterano da The Jim Henson Company), Earth to Ned combina marionetes experientes com brincadeiras espirituosas e participações especiais cuidadosamente selecionadas. Henson comentou que a série era algo em que ele vinha trabalhando há anos e era baseado no interessante conceito de alguém ou algo totalmente desconhecido aos humanos tentando decifrá-los. Como os episódios estão disponíveis a qualquer hora do dia e, portanto, acessíveis a espectadores de todas as idades, Henson se concentrou em tornar o conteúdo adequado para famílias.
O personagem de Ned requer quatro titereiros e dois outros, para um total de seis, para operar, enquanto Cornelius requer três titereiros. Todos os bonecos são totalmente animatrônicos, sem CGI envolvido. 
Henson revelou que quase nenhum dos segmentos de entrevista tem roteiro, com Ned, Cornelius e os convidados de cada episódio improvisando a conversa para os vários segmentos de talk show. 

## Recepção
Em 4 de outubro de 2020 (um mês após aparecer online), o Earth to Ned detinha uma classificação de 78% no Rotten Tomatoes.
A Common Sense Media avaliou o programa com 3 de 5 estrelas, afirmando: "Os pais precisam saber que Earth to Ned é um talk show semi-roteirizado de celebridades apresentado por um fantoche alienígena. Não há violência física, mas algumas expressões simples de desconfiança e antipatia são expressos entre os personagens. Há também algumas insinuações que provavelmente ultrapassam a cabeça das crianças e uma linguagem suja como "cocô" e "buzina". Embora não seja tão aberto quanto os programas de entrevistas típicos em que os convidados publicam seus trabalhos mais recentes nas entrevistas, vários Marcas da Disney como Star Wars e High School Musical são mencionadas pelo nome.
O blog da revista de Nova York, Vulture, ao elogiar a Terra para Ned, chamou-o de "Uma resposta alegre para nossa preocupação mais sombria".
De acordo com a crítica positiva de Robert Lloyd sobre Earth to Ned no Los Angeles Times, ele disse que intitulou seu artigo "Restaure sua fé na humanidade com o Alien Talk Show da Disney+, Earth To Ned". e mais tarde ele colocou o programa em sua lista dos 10 melhores programas de televisão em 2020.
De acordo com Paste, Earth to Ned foi classificado em 14º em seus programas mais engraçados de 2020 na lista de 2020, bem como em um dos 5 programas mais noturnos.

## Exibição internacional
| Canadá · Índia | 4 de setembro de 2020  |
| Brasil         | 17 de novembro de 2020 |

## Ligações externos
- Sítio oficial
- Earth to Ned. no IMDb.